# Coefficiente angolare

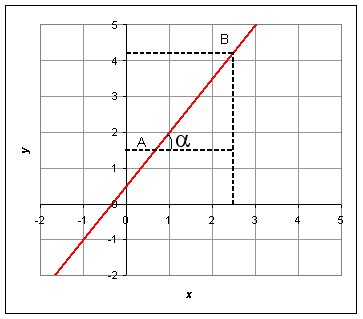
Il coefficiente angolare m è uguale alla tangente goniometrica dell'angolo formato dalla retta con l'asse delle ascisse x

In geometria analitica il coefficiente angolare, o informalmente pendenza, di una retta nel piano cartesiano è un numero che descrive la direzione e la "ripidezza" della retta. Spesso indicato con {\displaystyle m}, stabilisce insieme all'intercetta delle ordinate {\displaystyle q} una e una sola retta nel piano cartesiano, mediante la formula:
{\displaystyle y=mx+q.}

## Definizione
Il coefficiente angolare di una retta non verticale è il rapporto tra la differenza delle ordinate e la differenza delle ascisse fra due punti distinti della retta. Per una retta verticale, il coefficiente angolare non è definito in quanto la definizione comporterebbe una divisione per zero.
Partendo dai coefficienti dell'equazione generale di una retta, {\displaystyle ax+by+c=0}, se {\displaystyle b\neq 0} (retta non verticale), il coefficiente angolare è espresso dal rapporto
{\displaystyle m=-{\frac {a}{b}}.}
Infatti, ponendo {\displaystyle q=-{\frac {c}{b}}}, la retta (non verticale) si esprime mediante l'equazione {\displaystyle y=mx+q}. Allora siano {\displaystyle (x_{1},y_{1})} e {\displaystyle (x_{2},y_{2})} due punti distinti della retta:
{\displaystyle {\begin{cases}y_{1}=mx_{1}+q\\y_{2}=mx_{2}+q\end{cases}}\quad \Rightarrow \quad q=y_{1}-mx_{1}=y_{2}-mx_{2}\quad \Rightarrow \quad m(x_{1}-x_{2})=(y_{1}-y_{2})\quad \Rightarrow \quad m={\frac {y_{2}-y_{1}}{x_{2}-x_{1}}}={\frac {\Delta y}{\Delta x}}.}

## Proprietà
Due rette non verticali sono parallele se e solo se hanno lo stesso coefficiente angolare.
Il coefficiente angolare di una retta passante per l'origine è la tangente goniometrica dell'angolo {\displaystyle \alpha } (con segno positivo) formato dal semiasse positivo delle ascisse e la parte di retta giacente nel semipiano superiore (ossia il semipiano corrispondente ai punti di ordinata positiva): la retta infatti passa per il punto di coordinate {\displaystyle (x_{1},y_{1})=(\cos \alpha ,\sin \alpha )} (tale punto è l'intersezione della retta con la circonferenza goniometrica), quindi
{\displaystyle m={\frac {y_{1}}{x_{1}}}={\frac {\sin \alpha }{\cos \alpha }}=\tan \alpha .}
Poiché due rette in forma generale, {\displaystyle ax+by+c=0} e {\displaystyle a'x+b'y+c'=0}, sono perpendicolari esattamente quando {\displaystyle aa'+bb'=0}, ne segue che due rette (non verticali) {\displaystyle y=mx+q} e {\displaystyle y=m'x+q'} sono perpendicolari esattamente quando il prodotto dei loro coefficienti angolari è
{\displaystyle mm'=-1.}
Questa condizione può essere riscritta come {\displaystyle m'=-{\frac {1}{m}}}, ed espressa dicendo che {\displaystyle m'} è l'antireciproco (opposto del reciproco) di {\displaystyle m}.

## Coefficiente angolare e derivata
Data una retta descritta come grafico della funzione {\displaystyle f(x)=mx+q}, la derivata della funzione è proprio il coefficiente angolare della retta: {\displaystyle f'(x)=m}.